# سلطة الميناء

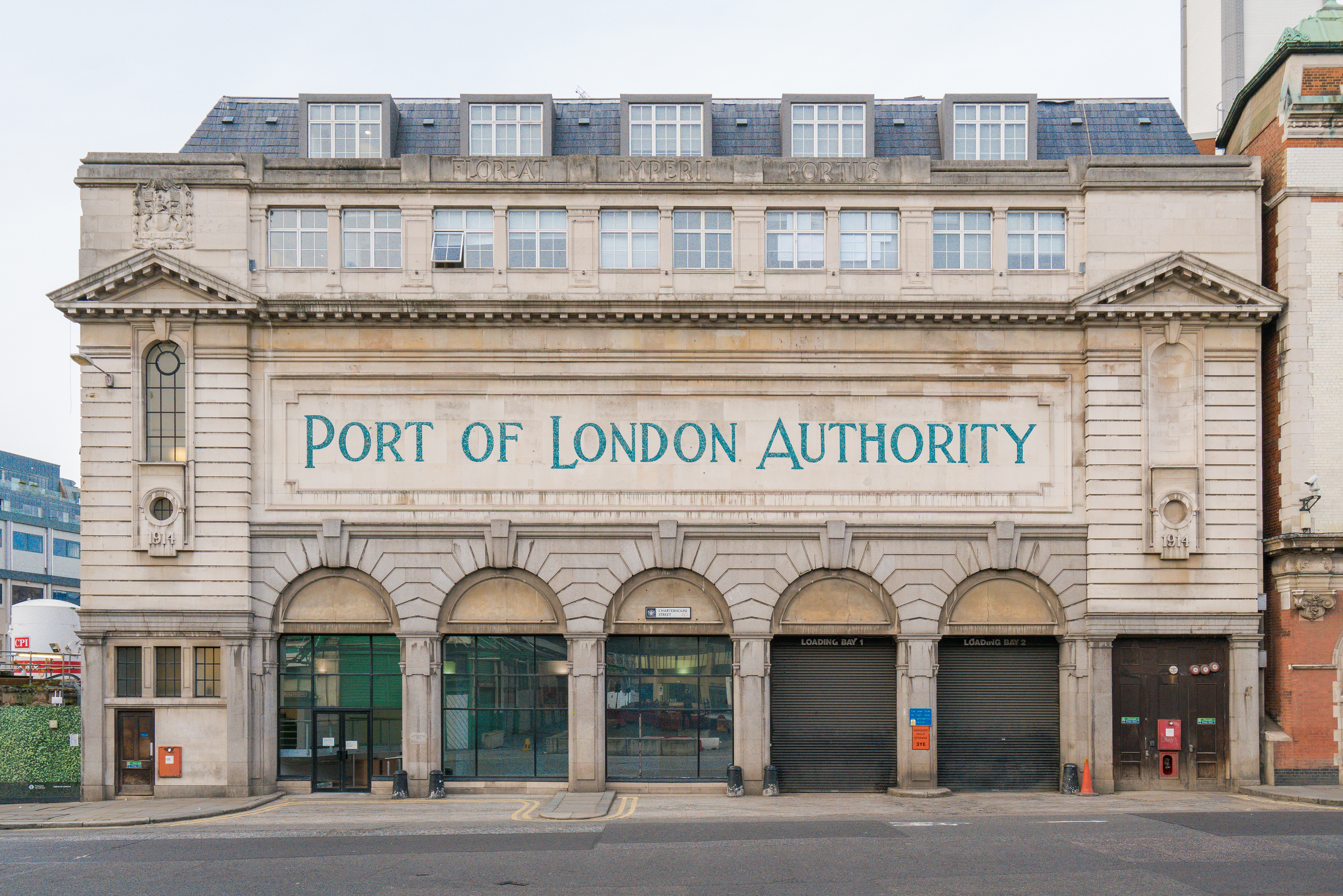

في كندا والولايات المتحدة، سلطة الموانئ (أقل شيوعًا هي منطقة الموانئ) هي سلطة عامة حكومية أو شبه حكومية لمنطقة ذات أغراض خاصة عادة ما يتم تشكيلها من قبل هيئة تشريعية (أو هيئات) لتشغيل الموانئ وغيرها من البنية التحتية للنقل. في كندا، يختار وزير النقل الاتحادي الرئيس التنفيذي للمجلس المحلي ويتم تعيين باقي أعضاء المجلس بناء على توصية مستخدمي الميناء للوزير الاتحادي؛ في حين أن جميع سلطات الموانئ الكندية لديها ميثاق اتحادي أو ما يسمى براءة تمليك.
تمتلك العديد من دول منطقة البحر الكاريبي سلطات الموانئ، بما في ذلك سلطات أوروبا وجزر فيرجن البريطانية وجزر البهاما وجامايكا وجزر كايمان وترينيداد وتوباغو وسانت لوسيا وسانت مارتن وسانت فنسنت وجزر غرينادين.
في المكسيك، أنشأت الحكومة الفيدرالية ستة عشر إدارة للموانئ في 1994-1995 تسمى Administración Portuaria Integral (API). يتم تنظيم هذه الشركات على أنها شركات رأس مال متغيرة (Sociedad Anónima de Capital Variable أو SA de CV)، بقصد خلق المزيد من الاستثمار الخاص في قطاع مملوك للدولة.
يحكم سلطات الموانئ عادة المجالس أو اللجان، التي يتم تعيينها عادة من قبل الرؤساء التنفيذيين الحكوميين، وغالبا من ولايات قضائية مختلفة.
معظم سلطات الموانئ تدعم نفسها مالياً. بالإضافة إلى امتلاك الأرض، وتحديد الرسوم، وفرض الضرائب في بعض الأحيان، يمكن لمناطق الموانئ أيضًا تشغيل محطات الشحن والمطارات والسكك الحديدية ومرافق الري.

## سلطات الموانئ والمناطق

### كندا
وزيرة النقل مسؤولة في نهاية المطاف عن رعايتها لهيئات الموانئ الكندية، وهي خريطة مفيدة متاحة إلكترونيًا في هيئة النقل الكندية.

#### سلطات الموانئ
مع تاريخ خطابات براءات تمليك. 
| الأطلسي - بيليدون، 29 مارس 2000 - هاليفاكس، 1 مارس 1999 - سانت جون، 1 مايو 1999 - سات إيل، 1 مايو 1999 - سانت جونز، NL ،1 مايو 1999 بحيرات عظيمة - هاميلتون، 1 مايو 2001 - أوشاوا، 10 فبراير 2012 - خليج الرعد، 1 يوليو 1999 - تورنتو، 8 يونيو 1999 - وندسور، 1 يوليو 1999 | المحيط الهادئ - نهر فريزر، 1 مايو 1999 - ننيمو، 1 يوليو 1999 - نورث فريزر، 1 يوليو 1999 - بورت ألبيرني، 1 يوليو 1999 - بورت مترو فانكوفر، 1 يناير 2008 - الأمير روبرت، 1 مايو 1999 - فانكوفر، 1 مارس 1999 سانت لورانس سيواي - مونتريال، 1 مارس 1999 - كيبيك، 1 مايو 1999 - Saguenay ،1 مايو 1999 - تروا ريفيير، 1 مايو 1999 |

#### وكالات أخرى
- النقل كندا [6]
- شركة سانت لورانس سيواي مانجمنت [7]
- مؤسسة الموانئ الكندية

#### وكالة سابقة
- مجلس الموانئ الوطنية

### الولايات المتحدة الأمريكية
تاريخ الميثاق بين قوسين. 
| الأطلنطي - هيئة ميناء بريدجبورت، (CT) (1992) - هيئة ميناء كانافيرال (FL) (1939) - هيئة ميناء مدينة ريتشموند، (VA) (1982) - هيئة ميناء تشيسابيك، (MD and VA (1987 - إدارة ميناء مقاطعة ديد، ميامي، (FL) (1960) - هيئة ميناء نهر ديلاوير، (NJ and PA) (1951) - شركة ميناء دايموند ستيت / ميناء ويلمينغتون، (DE) (1994) - هيئة ميناء إيستبورت، (ME) (1977) - ميناء إيفرجلادز (FL) (1927) - هيئة موانئ جورجيا، (1945) - هيئة ميناء جاكسونفيل (1963) - ميناء ميامي - هيئة ميناء مين - إدارة ميناء ماريلاند، (1971) - هيئة ميناء ماساتشوستس، (1956) - هيئة ميناء ولاية نيوهامبشير، (1957) - هيئة ميناء نيويورك ونيوجيرسي، (1921) - هيئة موانئ ولاية كارولاينا الشمالية، (1945) - ميناء منطقة بالم بيتش، (1915) - هيئة ميناء فيلادلفيا الإقليمية، (PA) (1989) - ميناء فرناندينا، (1807) OHPA (1985) - ميناء بونس، PR (1911) - هيئة موانئ بورتوريكو (1942) - هيئة ميناء مقاطعة بوتنام، FL (1967) - هيئة موانئ ولاية كارولاينا الجنوبية (1942) - شركة ميناء جيرسي الجنوبية NJ (1968) - هيئة موانئ جزر فيرجن، VI (1969) - هيئة ميناء فيرجينيا، VA (1970) - شركة ويستوفر متروبوليتان للتنمية (1974) خليج المكسيك - هيئة ميناء ولاية ألاباما، (2000) - ميناء منطقة الملاحة بومونت، مقاطعة جيفيرسون، TX (1949) - لجنة ميناء باتون روج الكبرى، LA (1952) - منطقة الملاحة في ميناء نهر برازوس، فريبورت،TX (1927) - منطقة الملاحة براونزفيل (1925) - منطقة الملاحة مقاطعة كالهالون، بورت لافاكا /Point Comfort ،TX (1953) - هيئة ميناء كوربوس كريستي (1926) - ميناء جالفستون (1825) - هيئة ميناء هيوستن (1910) - هيئة ميناء مقاطعة جاكسون، باسكاجولا، MS (1956) - ميناء بحيرة تشارلز ومنطقة المقاطعة LA (1924) - هيئة موانئ مقاطعة ماناتي، FL (1967) - هيئة ميناء ولاية ميسيسيبي / جولفبورت (1960) - هيئة مقاطعة أورانج للملاحة، TX (1953) - مجلس مفوضي نيو أورلينز، LA (1896) - ميناء بينساكولا، FL (1976) - ميناء ومرفأ منطقة بلوكمينز LA (1977) - هيئة ميناء مدينة بنما، FL (1979) - منطقة ميناء بورت أرثر للملاحة TX (1963) - منطقة الملاحة في ميناء إيزابيل سان بينيتو TX (1928) - ميناء جنوب لويزيانا، (1968) - ميناء ومرفأ المحطة الطرفية سانت برنارد بورت هاربور، LA (1981) - هيئة ميناء تامبا، FL (1945) | البحيرات العظمى / سانت لورانس سيواي - لجنة مقاطعة ميناء ألباني (1925) - مجلس مقاطعة براون لمفوضي الميناء، غرين باي، WI (1965) - ميناء كليفلاند، كليفلاند، Ohio - هيئة ميناء ديترويت/مقاطعة وين (1978) - هيئة ميناء دولوث سيواي، MN (1929) - هيئة ميناء إيري، بنسلفانيا(1962) - هيئة ميناء مقاطعة فيرفيلد، OH (2014) - منطقة ميناء إلينوي الدولية، شيكاغو (1955) - لجنة ميناء إنديانا(1961) - هيئة ميناء لورين، OH (1964) - ميناء ميلووكي - هيئة النقل الحدودي نياجرا، بوفالو(1967) - لجنة ميناء بيتسبرغ، بيتسبرغ، PA (1992) - هيئة ميناء أوسويجو، NY (1955) - ميناء ستوكتون (1932) - هيئة ميناء مقاطعة توليدو-لوكاس (1955) - منطقة ميناء وكغن (1955) المحيط الهادئ - ميناء أناكورتس WA (1926) - لجنة ميناء أنكوراج AK (1946) - ميناء أستوريا، OR (1910) - ميناء بيلينغام (1920) - ميناء بروكينغز-هاربور (1956) - ميناء كوس باي (1909) - ميناء إيفريت، WA (1917) - ميناء جرايز هاربور (1911) - هيئة ميناء غوام (1975) - منتزه خليج هومبولت الترفيهي&amp; Conservation District, CA (1970) - إدارة ميناء لونغ بيتش سيتي، CA (1909) - هيئة الموانئ في لونغفيو، واشنطن، (1921) - قسم ميناء مدينة لوس أنجلوس، CA (1907) - ميناء نيوبورت، OR (1964) - ميناء أوكلاند، CA (1926) - ميناء أوليمبيا، (1922) - منطقة ميناء أوكسنارد، هوينيمي، CA (1937) - ميناء كالاما، WA (1921) - ميناء لونغفيو، WA (1922) - ميناء بورت أنجلوس، WA (1923) - ميناء بورتلاند، OR (1891) - ميناء ريدوود، (1937) - ميناء ريتشموند، CA (1982) - هيئة موانئ الكومنولث في سايبان، MP (1981) - ميناء ساكرمينتو، CA (1947) - ميناء سان دييغو (1962) - لجنة ميناء سان فرانسيسكو، (1969) - ميناء سياتل، (1911) - ميناء سيوسلاف، OR (1909) - ميناء مقاطعة سكامانيا، WA (1964) - ميناء تاكومو، (1918) - ميناء فانكوفر، WA (1912) Inland Rivers - ميناء بيتسبرغ، (1992) - ميناء سينسيناتي الكبرى، (2000) - هيئة ميناء مقاطعة بيري، (1991) |

## المكسيك
مدرج من الشمال الغربي إلى الجنوب الشرقي. API هو Administración Portuaria Integral (إدارة الموانئ الشاملة). 
| المحيط الهادئ - API إنسينادا - API غوايماس - API توبولوبامبو - API ماساتلان - API بويرتو فالارتا - API مانزانيلو - API لزارو كارديناس، ميكوكان - API سالينا كروز - API بويرتو ماديرو (بويرتو تشياباس) | خليج المكسيك - API ألتميرا - API تامبيكو - API توكسبان - API ولاية فيراكروز - API كواتزاكوالكوس - API ولاية كامبيتشي - API دوس بوكاس - API بروغريسو - API كوينتانا رو |

## الكاريبي
- هيئة ميناء جامايكا، جامايكا
- هيئة ميناء بربادوس، بربادوس
- هيئة ميناء جراند باهاما، جزر البهاما

## الشرق الأوسط
- هيئة موانئ إسرائيل
- المؤسسة العامة للموانئ البحرية، البحرين
- الهيئة العامة للموانئ السعودية، المملكة العربية السعودية

## آسيا والمحيط الهادئ
- هيئة ميناء بينتولو
- هيئة ميناء بوسان
- هيئة ميناء جوادر
- شركات ميناء إندونيسيا
- ميناء كاوشيونغ
- ميناء كيتاكيوشو
- ميناء نيهاما
- ميناء شنغهاي
- ميناء سنغافورة
- هيئة ميناء قاسم
- هيئة موانئ سري لانكا
- هيئة ميناء هاربر بسيدني

## المملكة المتحدة
في المملكة المتحدة، يصبح مشغلو الموانئ والمرافئ سلطات موانئ بحكم الأمر الواقع بموجب عدة تشريعات. تشمل الأمثلة ما يلي:
- شركة ميرسي دوكس آند هاربور
- هيئة ميناء لندن